# Simetrija CP
Simetrija CP pomeni simetrijo (obnašanje) fizikalnih količin pri transformacijah, ki jih sestavljata dve operaciji: sprememba naboja (oznaka C) in zrcaljenje (oznaka P). To pomeni, da spremenimo delec v njegov antidelec (sprememba naboja) in nastalo situacijo zrcalimo (spremenimo predznak vsem trem koordinatam) preko neke točke. Simetrija CP je tako kombinacija dveh simetrij: simetrije P in simetrije C. V naravi se lahko krši vsaka od teh simetrij posebej. Ne ohranja pa se niti kombinacija simetrij, to je simetrija CP. Pričakovali bi, da fizikalni zakoni sledijo ohranitvi simetrije CP. To bi pomenilo, da bi morali biti vsi fizikalni zakoni neodvisni na zamenjavo naboja in zamenjavo leve strani z desno. Poskusi pa so pokazali, da se to ne dogaja. Opazili so, da se v nekaterih primerih prihaja do kršitve simetrije CP. To je opazno pri šibkih interakcijah. 
V vesolju se ne ohranja niti simetrija C niti simetrija P. Primer je razpad kaonov. V veliko primerih s simetrijo CP povezujemo tudi simetrijo CPT, ki vključuje še obrat časa. Običajno pa za simetrijo CP privzamemo, da vsebuje tudi čas.
Simetrija CP spada med nezvezne (diskretne) simetrije.